# 슬립리스: 크리미널 나이트
《슬립리스: 크리미널 나이트》(Sleepless)는 2017년 공개된 미국의 범죄 액션 스릴러 영화이다. 바란 보 오다르가 감독을 맡은 영화로, 2011년 프랑스 영화 《슬립니스 나이트》의 리메이크 작품이다.

## 출연
- 제이미 폭스 : 빈센트 역
- 미셸 모너핸 : 제니퍼 역
- 데이비드 하버 : 덕 역
- 더못 멀로니 : 스탠리 역
- 개브리엘 유니언 : 데나 역
- 킴벌리 바티스타 : 쇼걸 역
- 스쿳 맥네어리 : 노바크 역
- T.I. : 션 역
- 살라 베이커 : 베니크 역
- 옥타비우스 J. 존슨 : 토마스 역
- 팀 코놀리 : 맥페린 역
- 인드라 쿠마르 : 의사 역
- 스티브 콜터 : 도어맨 역
- 제이미 힐 : 비키니 여자 역
- 릭 레이츠 : 캡틴 역
- 한스 마레로 : 차량 탈취범 역